# Lamarque
Lamarque é uma comuna francesa na região administrativa da Nova Aquitânia, no departamento da Gironda. Estende-se por uma área de 8,93 km². Em 2010 a comuna tinha 1 327 habitantes (densidade: 148,6 hab./km²).